# Liste der Kulturdenkmäler in Einöllen
In der Liste der Kulturdenkmäler in Einöllen sind alle Kulturdenkmäler der rheinland-pfälzischen Ortsgemeinde Einöllen aufgeführt. Grundlage ist die Denkmalliste des Landes Rheinland-Pfalz (Stand: 6. September 2022).

## Einzeldenkmäler
| Bezeichnung                 | Lage                | Baujahr | Beschreibung                                                     | Bild            |
| --------------------------- | ------------------- | ------- | ---------------------------------------------------------------- | --------------- |
| Protestantische Pfarrkirche | Schulstraße 10 Lage | 1430    | kleiner Saalbau, 1430, Überformung 1729; Stumm-Orgel von 1812/13 | Fotos hochladen |